# Gary Bettenhausen

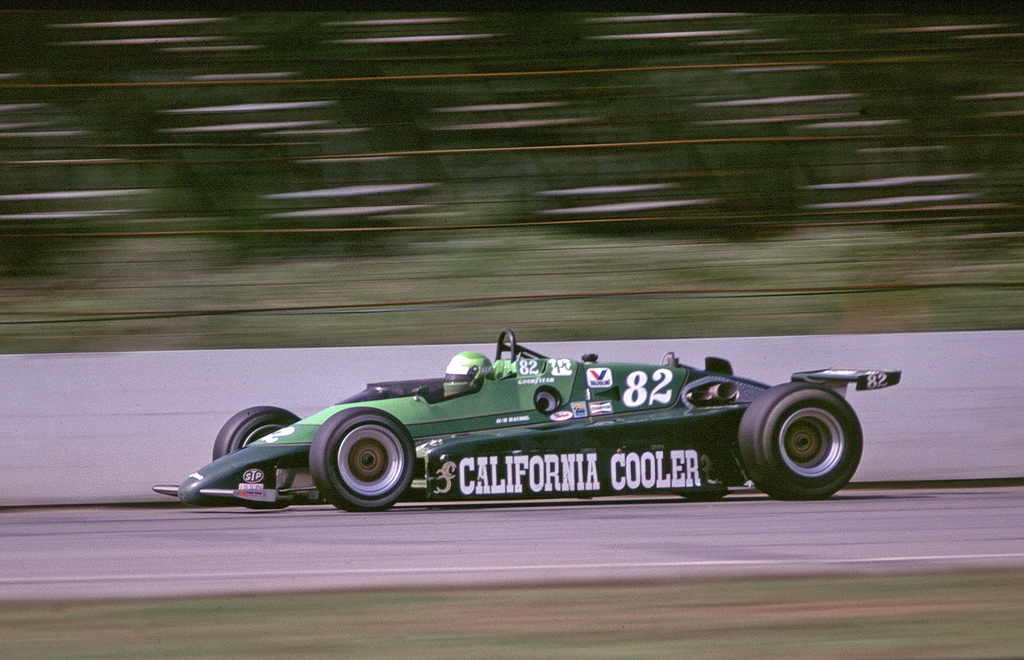
Gary Bettenhausen in 1984.

Gary Bettenhausen (Tinley Park (Illinois), 18 november 1941 – Monrovia, 16 maart 2014), was een Amerikaans autocoureur. Hij was de zoon van Tony Bettenhausen en de oudere broer van Tony Bettenhausen Jr.

## Carrière
Bettenhausen reed tussen 1966 en 1996 188 races uit de USAC- en Champ Car kampioenschappen, waaronder 21 deelnames aan de Indianapolis 500. Hij won zes races in zijn carrière, de eerste overwinning kwam er in 1968 toen hij won op de Phoenix International Raceway. Zijn laatste twee overwinningen boekte hij in 1982 en 1983, telkens op de DuQuoin State Fairgrounds Racetrack in Du Quoin, een race die georganiseerd werd door de USAC en niet meetelde voor het Champ Car kampioenschap. Hij behaalde drie top 5 plaatsen tijdens zijn deelnames aan de Indy 500. In 1973 werd hij vijfde in een McLaren en hij behaalde hetzelfde resultaat in 1987, dit keer in een March. Zijn beste resultaat was een derde plaats in 1980 in een "Wildcat". Hij reed in zijn carrière acht races uit de NASCAR Sprint Cup.